# Pedro José Martín Moreno
Pedro José Martín Moreno (Málaga, 16 de enero de 1992) es un futbolista español. Juega de delantero y su equipo es el Reus F. C. Reddis de la Tercera Federación.

## Trayectoria

### Inicios
Siendo tan sólo un infantil de 12 años decidió dejar su primer equipo, el Puerto de la Torre, en el que jugó desde prebenjamín porque siempre le ponían de defensa y él quería jugar en punta. Se fue al Tiro Pichón y en su debut marcó cuatro tantos. A partir de entonces ningún técnico se atrevió a moverle del área.

### Atlético de Madrid
Tras un fugaz paso por la cantera del Málaga durante una única temporada fichó por el Atlético de Madrid a los 16 años. Jugó una temporada en Tercera tras la que pasó al filial donde fue el goleador del equipo con siete tantos. Entremedias, hizo parte de la pretemporada a las órdenes de Gregorio Manzano en la que anotó seis goles en los amistoso veraniegos del equipo.
Debutó con el primer equipo en partido oficial el 8 de diciembre de 2011 en la derrota por dos a uno ante el Albacete en el partido de ida de la primera ronda de la Copa del Rey. Pedro entró al campo en el minuto 68 en sustitución de Pizzi. El debut en Primera División se produjo el 29 de abril de 2012 en el empate a dos ante el Betis en la trigésimo sexta jornada. Pedro saltó al campo en el minuto 93 en sustitución de Tiago. El 8 de noviembre de ese mismo año debutó en la Liga Europea de la UEFA en la derrota por dos a cero ante el Académica. Entró de nuevo al campo en el minuto 46 sustituyendo a Saúl Ñíguez.

### Segunda División
Durante la segunda vuelta de la temporada 2012-13 y la temporada 2013-14 jugó en la Segunda División con el Club Deportivo Numancia cedido por el club rojiblanco. Disputó 41 partidos y anotó tres goles. La temporada siguiente se desvinculó del club rojiblanco y fichó por el CD Mirandés, equipo con el que disputó 38 partidos y marcó nueve goles.
Durante el verano de 2015, el Tenerife anunció la contratación del delantero malagueño para las dos siguientes temporadas. Debutó con su nuevo club como titular el 23 de agosto en la derrota por seis a tres ante el Numancia en la primera jornada de Liga. El 7 de noviembre marcó su primer gol con el Tenerife abriendo el marcador en la victoria por dos a cero ante el Alavés en la decimosegunda jornada de Liga.
En agosto de 2019 llegó al Club Gimnàstic de Tarragona después de que este equipo abonara su cláusula de rescisión al Club Lleida Esportiu. Tras dos temporadas y media en Tarragona, el 31 de enero de 2022 se marchó al Atlético Sanluqueño C. F. hasta el 30 de junio.

### India
El 8 de julio de 2022 se anunció que iba a probar suerte fuera del fútbol español tras fichar por el Odisha Football Club de la Superliga de India.

### Suiza
El 18 de junio de 2023 firmó por el FC Schaffhausen de la Challenge League. Este lo cedió el siguiente 15 de febrero al S. C. Brühl de la Promotion League.

## Estadísticas

### Clubes
- Actualizado el 30 de noviembre de 2015.[9]

| Club                                                                                                 | Div.          | Temporada     | Liga  | Liga  | Copas nacionales(1) | Copas nacionales(1) | Copas internacionales(2) | Copas internacionales(2) | Total | Total | Media goleadora |
| Club                                                                                                 | Div.          | Temporada     | Part. | Goles | Part.               | Goles               | Part.                    | Goles                    | Part. | Goles | Media goleadora |
| --- | ------------- | ------------- | ----- | ----- | ------------------- | ------------------- | ------------------------ | ------------------------ | ----- | ----- | --------------- |
| Club Atlético de Madrid · España                                                                     |               |               |       |       |                     |                     |                          |                          |       |       |                 |
| 1.ª                                                                                                  | 2011-12       | 1             | 0     | 1     | 0                   | 0                   | 0                        | 2                        | 0     | 0     |                 |
| 1.ª                                                                                                  | 2012-13       | 0             | 0     | 0     | 0                   | 3                   | 0                        | 3                        | 0     | 0     |                 |
| Total club                                                                                           | Total club    | 1             | 0     | 1     | 0                   | 3                   | 0                        | 5                        | 0     | 0     |                 |
| Club Deportivo Numancia · España                                                                     |               |               |       |       |                     |                     |                          |                          |       |       |                 |
| 2.ª                                                                                                  | 2012-13       | 19            | 3     | -     | -                   | -                   | -                        | 19                       | 3     | 0,16  |                 |
| 2.ª                                                                                                  | 2013-14       | 22            | 0     | 0     | 0                   | -                   | -                        | 22                       | 0     | 0     |                 |
| Total club                                                                                           | Total club    | 41            | 3     | 0     | 0                   | -                   | -                        | 41                       | 3     | 0,07  |                 |
| Club Deportivo Mirandés · España                                                                     |               |               |       |       |                     |                     |                          |                          |       |       |                 |
| 2.ª                                                                                                  | 2014-15       | 36            | 9     | 2     | 0                   | -                   | -                        | 38                       | 9     | 0,24  |                 |
| Total club                                                                                           | Total club    | 36            | 9     | 2     | 0                   | -                   | -                        | 38                       | 9     | 0,24  |                 |
| Club Deportivo Tenerife · España                                                                     |               |               |       |       |                     |                     |                          |                          |       |       |                 |
| 2.ª                                                                                                  | 2015-16       | 13            | 1     | 1     | 0                   | -                   | -                        | 14                       | 1     | 0,07  |                 |
| Total club                                                                                           | Total club    | 13            | 1     | 1     | 0                   | -                   | -                        | 14                       | 1     | 0,07  |                 |
| Real Club Celta de Vigo B · España                                                                   |               |               |       |       |                     |                     |                          |                          |       |       |                 |
| 2ªB                                                                                                  | 2015-16       | 12            | 3     | -     | -                   | -                   | -                        | 12                       | 3     | 0,25  |                 |
| Total club                                                                                           | Total club    | 12            | 3     | -     | -                   | -                   | -                        | 12                       | 3     | 0,25  |                 |
| Club Deportivo Mirandés · España                                                                     |               |               |       |       |                     |                     |                          |                          |       |       |                 |
| 2.ª                                                                                                  | 2016-17       | 37            | 3     | -     | -                   | -                   | -                        | 37                       | 3     | 0,08  |                 |
| Total club                                                                                           | Total club    | 37            | 3     | -     | -                   | -                   | -                        | 37                       | 3     | 0,08  |                 |
| Real Murcia Club de Fútbol · España                                                                  |               |               |       |       |                     |                     |                          |                          |       |       |                 |
| 2ªB                                                                                                  | 2017-18       |               |       |       |                     | -                   | -                        |                          |       |       |                 |
| Total club                                                                                           | Total club    |               |       |       |                     | -                   | -                        |                          |       |       |                 |
| Club Lleida Esportiu · España                                                                        |               |               |       |       |                     |                     |                          |                          |       |       |                 |
| 2ªB                                                                                                  | 2018-2019     |               |       |       |                     | -                   | -                        |                          |       |       |                 |
| Total club                                                                                           | Total club    |               |       |       |                     | -                   | -                        |                          |       |       |                 |
| Nàstic de Tarragona · España                                                                         |               |               |       |       |                     |                     |                          |                          |       |       |                 |
| 2ªB y 1ª RFEF                                                                                        | 2019-2022     |               |       |       |                     | -                   | -                        |                          |       |       |                 |
| Total club                                                                                           | Total club    |               |       |       |                     | -                   | -                        |                          |       |       |                 |
| Atlético Sanluqueño CF · España                                                                      |               |               |       |       |                     |                     |                          |                          |       |       |                 |
| 1ª RFEF                                                                                              | 2021-2022     |               |       |       |                     | -                   | -                        |                          |       |       |                 |
| Total club                                                                                           | Total club    |               |       |       |                     | -                   | -                        |                          |       |       |                 |
| Odisha Football Club India                                                                           |               |               |       |       |                     |                     |                          |                          |       |       |                 |
| 1ª                                                                                                   | 2022-2023     |               |       |       |                     | -                   | -                        |                          |       |       |                 |
| Total club                                                                                           | Total club    |               |       |       |                     | -                   | -                        |                          |       |       |                 |
| FC Schaffhausen · Suiza                                                                              |               |               |       |       |                     |                     |                          |                          |       |       |                 |
| 2ª                                                                                                   | 2023-         |               |       |       |                     | -                   | -                        |                          |       |       |                 |
| Total club                                                                                           | Total club    |               |       |       |                     | -                   | -                        |                          |       |       |                 |
| Total carrera                                                                                        | Total carrera | Total carrera | 140   | 19    | 4                   | 0                   | 3                        | 0                        | 147   | 19    | 0,13            |
| (1) Incluye datos de Copa del Rey (2011-16). (2) Incluye datos de Liga Europea de la UEFA (2012-13). |               |               |       |       |                     |                     |                          |                          |       |       |                 |